# Remi Berragan
Remi Berragan (negentiende eeuw) was stadsbeiaardier van Brugge. 
Hij is vermeld als beiaardier van Brugge van 1864 tot 1876. Hij was de opvolger van Louis Hubené en werd zelf opgevolgd door Eduard Dupan.